# Carlos Moreno (Urbanist)
Carlos Moreno (geboren am 16. April 1959) ist ein französisch-kolumbianischer Forscher, Wissenschaftler und Professor an der IAE - Universität Paris1 Sorbonne. Er ist Mitbegründer des ETI-Lehrstuhls "Unternehmertum - Territorium - Innovation" und hat über intelligente und nachhaltige Städte geforscht. Er ist vor allem für seinen Beitrag zum Konzept der 15-Minuten-Stadt "Ville du quart d'heure" bekannt.

## Leben
Seine Arbeit wird sowohl in Frankreich als auch international von Kommunalverwaltungen und Stadtentwicklungsprogrammen beachtet. Im Jahr 2010 wurde er von der Französischen Republik zum Chevalier der Ehrenlegion ernannt, und 2019 erhielt er die Medaille der Perspektive von der Französischen Akademie für Architektur.

## Frühes Leben und Ausbildung
Carlos Moreno wurde 1959 in Tunja im Departement Boyacá, Kolumbien, als Kind von Landwirten geboren. Sein Vater war Analphabet, sorgte aber dafür, dass Moreno und seine sieben Geschwister eine Ausbildung erhielten. Moreno und seine Familie zogen später in die Stadt Cali, wo Moreno eine öffentliche Schule besuchte und schließlich ein Stipendium für die Universität der Stadt erhielt.
Während seines Studiums in Kolumbien schloss sich Moreno 1975 der linken M-19-Bewegung an. Als das kolumbianische Militär die M-19 bekämpfte, floh Moreno 1979 im Alter von 20 Jahren nach Frankreich, wo ihm der Status eines politischen Flüchtlings zuerkannt wurde. Moreno studierte anschließend in Paris und machte 1983 seinen Abschluss an der Universität Paris-Sud.

## Karriere
Moreno begann seine berufliche Laufbahn 1982 als Dozent und Forscher an der Université de Paris Sud, wo er vor allem im Labor für Informatik und Robotik arbeitete. 1990 wechselte Moreno an die Université d'Evry und erwarb später die Habilitation à Directeur de Recherches (HDR) in Mathematik und Informatik mit Spezialisierung auf Robotik.
In den 1990er Jahren arbeitete Moreno an der adaptiven Robotisierung von multikompetenten Produktionssystemen für die Automobilmontageindustrie[13].
Im Jahr 1998 gründete Moreno Sinovia am Laboratoire des Méthodes Informatiques, LaMI. Das Unternehmen erhielt eine Anschubfinanzierung durch den französischen Staatsfonds ANVAR und spätere Investitionen von Business Angels und Investmentfonds.
Im Jahr 2000 hatte Moreno eine selbstanpassende Ofensteuerung entwickelt, die für das Brennen von Flugzeugteilen, insbesondere Tragflächen, aus Verbundwerkstoffen geeignet ist. Im Jahr 2001 entwickelte Moreno Plattformen für die gemeinsame Nutzung von Multitechnik- und Multidienstleistungen in Städten, was zur Gründung von "Open Components" führte. In diesem Jahr entwickelte er auch Kontrollsysteme für Kernreaktoren mit Schwerpunkt auf der Überwachung von Dampferzeugern. Diese Systeme wurden später in allen französischen Kernkraftwerken implementiert und international integriert, wobei seine "Plug & Net Open Components"-Methodik zum Einsatz kam. Ein Jahr später stellte Moreno ein intelligentes Straßenbeleuchtungssystem vor, das auf dem "Plug & Net"-Design basierte.
Im Jahr 2003 war Moreno in Zusammenarbeit mit dem Bioinformatik-Labor von Evry und Génopole an der Entwicklung von Robotern für die Genanalyse beteiligt. Ein Jahr später führte Mareno im Rahmen der Seveso-Richtlinie das System "Plug & View" ein. Später entwickelte er auch die "Alertbox", ein Gerät, das für die Installation in Wohnungen konzipiert wurde, um die Öffentlichkeit in Krisensituationen zu alarmieren.
Zwischen 2010 und 2015 beriet Moreno den Vizepräsidenten von GDF SUEZ, Guy Lacroix, beim Programm "City of the Future". Er war an der Gründung der Carnot-Institute im Jahr 2006 beteiligt und arbeitete mit der Nationalen Forschungsagentur (ANR), der Gründung und Überwachung der Technologischen Forschungsinstitute (IRT) und der Institute d'Excellence en Énergies Décarbonées (IEED), die später in Institute de la Transition Énergétique (ITÉ) umgewandelt wurden, zusammen.
Im Jahr 2010 wurde Moreno Mitglied des Beratungsausschusses für die strategische Ausrichtung des französischen Regierungsprogramms Investissements d'Avenir. Außerdem erforschte er Städte als komplexe Systeme und arbeitete an einer digitalen Plattform für städtische Infrastrukturen.
Im Jahr 2015 prägte Moreno auf der Pariser UN-Klimakonferenz (COP21) den Begriff der 15-Minuten-Stadt "Ville du quart d'heure". Moreno wurde wissenschaftlicher Berater der Pariser Bürgermeisterin Anne Hidalgo, die das Konzept der Ville du quart d'heure übernahm und es zu einem wichtigen Bestandteil ihres Wahlkampfs und ihrer Bürgermeisterpolitik machte.
Im Jahr 2017 wechselte Moreno an die Paris Business School of Management der Paris 1 Panthéon-Sorbonne. Er ist Mitbegründer des Lehrstuhls "Entrepreneurship Territory Innovation" - ETI, der seine Forschung auf urbane und territoriale Veränderungen konzentriert.
Im Januar 2022 ernannte das City Diplomacy Lab der Columbia University Carlos Moreno zum Mitglied seines wissenschaftlichen Beirats.[4] Im Jahr 2022 rief Moreno das Global Observatory of Sustainable Proximities ins Leben. Die 15-Minuten-Stadt war im selben Jahr eine bemerkenswerte Empfehlung im World Cities Report von UN-Habitat.
Im Laufe seiner Karriere war Moreno an zahlreichen Regierungsausschüssen und Aktivitäten im öffentlichen Dienst beteiligt. Seine TEDx-Präsentation über die 15-Minuten-Stadt wurde über 1,5 Millionen Mal aufgerufen und ist in 18 Sprachen verfügbar.

## Auszeichnungen und Anerkennungen
- 2010: Chevalier de l'Ordre de la Légion d'honneur, promotion Pâques 2010
- 2019: Médaille de la Prospective 2019, Académie d'Architecture
- 2021: Obel Award for his contribution to 15 Minute City.
- 2021: Leadership Award Smart City Expo World Congress in Barcelona
- 2022: European Congress of Local Governments Award, Polen
- 2023: The 100 Most Influential Urbanists by Planetizen